# Luis Rubiales
Luis Manuel Rubiales Béjar (Las Palmas, 23 augustus 1977) is een voormalig Spaans voetballer. Op 2018 werd hij voorzitter van de Spaanse voetbalbond, de Real Federación Española de Fútbol (RFEF). Tijdens het WK vrouwenvoetbal in 2023 kwam hij in opspraak wegens ongewenst gedrag tijdens de huldiging van het Spaanse elftal. Op 28 augustus 2023 eiste de Spaanse voetbalbond zijn aftreden als voorzitter. Op 10 september 2023 nam hij ontslag van zijn functie bij de Spaanse voetbalbond, alsmede als vicepresident van de UEFA.

## Spelerscarrière
Rubiales genoot zijn jeugdopleiding bij Motril CF, Valencia CF en Atlético Madrid. Vervolgens speelde hij bij Guadix CF, waarmee hij in 1998 naar de Tercera División zakte. In 1999 haalde RCD Mallorca B hem terug naar de Segunda División B. In het seizoen 2000/01 speelde hij met UE Lleida in de Segunda División A, maar ook met deze club eindigde hij op een degradatieplaats. Rubiales degradeerde deze keer echter niet mee, want door zijn transfer naar Xerez CD kon hij op het tweede niveau blijven spelen.
Rubiales bleef het langst actief bij Levante UD, namelijk vijf jaar. In zijn debuutseizoen promoveerde hij met de club naar de Primera División. Op 29 augustus 2004 maakte hij zijn officiële debuut in de hoogste Spaanse divisie: op de openingsspeeldag liet trainer Bernd Schuster hem tegen Real Sociedad vijf minuten voor tijd invallen voor Nacho. Rubiales degradeerde zowel in 2005 als in 2008 met de club uit de Primera División. Daarna speelde hij nog voor Alicante CF en Hamilton Academical FC.

## Bestuurscarrière
In maart 2010 werd Rubiales verkozen tot voorzitter van de Asociación de Futbolistas Españoles (AFE). Hij legde deze functie in november 2017 neer met het oog op de voorzittersverkiezingen van de Spaanse voetbalbond. In mei 2018 werd Rubiales verkozen tot Spaans bondsvoorzitter. Zijn eerste ambtstermijn begon meteen stormachtig: twee dagen voor de eerste wedstrijd van Spanje op het WK 2018 zette de RFEF de samenwerking met bondscoach Julen Lopetegui stop, nadat was uitgelekt dat hij na het WK zou overstappen naar Real Madrid. In september 2018 gaf hij een interview waarin hij kritiek uitte aan het adres van Javier Tebas, de voorzitter van Liga de Fútbol Profesional, onder andere omdat die La Liga-duels in de Verenigde Staten wilde laten spelen. Ook later gooiden Rubiales en Tebas nog met modder naar elkaar.
Onder zijn leiding verliep ook het bondscoachschap van Robert Moreno niet van een leien dakje: Moreno nam in juni 2019 het trainersstokje over van Luis Enrique toen die om persoonlijke redenen opstapte, maar werd nogal onhandig aan de kant geschoven toen Enrique in november 2019 terugkeerde.
In 2019 werd Rubiales verkozen tot een van de vicevoorzitters van de UEFA. In september 2020 werd Rubiales herkozen tot voorzitter van de Spaanse voetbalbond, waardoor hij tot 2024 aan het hoofd van de RFEF zou staan. Iker Casillas had zich oorspronkelijk ook kandidaat gesteld voor het voorzitterschap, maar vanwege de coronapandemie borg hij die plannen uiteindelijk op. De Spaanse voetbalbond eiste in augustus 2023 zijn aftreden, na 'onacceptabele gedragingen' tijdens de huldiging van het Spaanse vrouwenelftal op het Wereldkampioenschap voetbal vrouwen.

## Schandaal
In 2023 won Spanje het Wereldkampioenschap voetbal vrouwen. Bij de huldiging van de speelsters, die wereldwijd op televisie werd uitgezonden, werden alle speelsters door Rubiales uitbundig geknuffeld, en zoende Rubiales de aanvoerder Jennifer Hermoso vol op de mond. Hermoso liet achteraf in een verklaring op X (voorheen Twitter) weten dit niet leuk te hebben gevonden. De zoen leidde wereldwijd tot verontwaardiging. Ook Tamara Ramos Cruz, voorzitter van de vrouwenvoetbalbond in Spanje, gaf een week later aan problemen met Rubiales te hebben gehad. Op 25 augustus 2023 zei Rubiales tijdens een persconferentie drie maal achterelkaar: 'Ik ga niet aftreden' en ook: 'Ik zal vechten tot het einde', wat tot ernstige kritiek leidde. Diezelfde avond kondigen alle Spaanse WK-gangers, evenals tientallen andere spelers aan niet meer voor hun land te willen spelen zolang Rubiales in dienst bleef. De Spaanse voetbalbond bleef aanvankelijk achter de voorzitter staan, maar de FIFA besloot Rubiales op 26 augustus te schorsen voor negentig dagen, in afwachting van de uitkomst van nader onderzoek. Als reactie hierop dreigde de Spaanse voetbalbond om uit de UEFA te stappen, wat als gevolg zou hebben dat alle Spaanse clubs direct uit de Europese toernooien zouden worden gehaald. Ook besloot de moeder van Rubiales in hongerstaking te gaan, totdat de "inhumane jacht" op Rubiales gestopt was. Dit deed zij in de Divina Pastora kerk in Motril, de plaats waar zowel Rubiales als de moeder van Rubiales woont. Na een spoedoverleg op 28 augustus eiste de Spaanse voetbalbond alsnog dat Rubiales af zou treden als voorzitter. Op 10 september 2023 nam hij ontslag van zijn functie bij de Spaanse voetbalbond, alsmede als vicepresident van de UEFA.
Luis Rubiales is in februari 2025 door een Spaanse rechter veroordeeld tot een boete van 10.800 euro vanwege het zonder toestemming kussen van voetbalster Jennifer Hermoso na het winnen van het WK in 2023. Hij ontliep daarmee een celstraf, hoewel het Openbaar Ministerie aanvankelijk 2,5 jaar gevangenisstraf had geëist.